# Кошняки (присілок, Калузька область)
Кошняки (рос. Кошняки) — присілок в Ізносковському районі Калузької області Російської Федерації.
Населення становить 13 осіб. Входить до складу муніципального утворення Село Льнозавод.

## Історія
Від 2004 року входить до складу муніципального утворення Село Льнозавод

## Населення
| 2002 | 2010 |
| ---- | ---- |
| 8    | ↗13  |